# Malo Laole
Malo Laole (cyr. Мало Лаоле) – wieś w Serbii, w okręgu braniczewskim, w gminie Petrovac na Mlavi. W 2011 roku liczyła 571 mieszkańców.